# Flugplatz Deckenpfronn

i7
i11
i13
Der Flugplatz Deckenpfronn (ICAO-Code: EDSD) ist ein Sonderlandeplatz in Deckenpfronn in Baden-Württemberg. Er wird durch den Flugsportverein Sindelfingen e. V. betrieben.

## Lage
Der Flugplatz liegt etwa 1,4 km südwestlich von Deckenpfronn an der B 295 zwischen Herrenberg und Calw am Rand des Schwarzwaldes. Die Lage des Flugplatzes bietet Möglichkeiten für Streckenflüge Richtung Schwarzwald, Schwäbische Alb und Odenwald.

## Flugbetrieb
Der Flugplatz besitzt eine Betriebszulassung für Flugzeuge bis zu 1600 kg maximale Startmasse, Motorsegler, Segelflugzeuge und motorisierte und unmotorisierte Luftsportgeräte (ausgenommen Tragschrauber, Ultraleichthubschrauber und Fallschirme). Er verfügt über eine 835 m lange Start- und Landebahn aus Gras (Richtung 06/24). Landungen und Starts von Luftfahrzeugen, die nicht am Flugplatz beheimatet sind, bedürfen einer Zustimmung des Platzhalters (PPR).

## Geschichte
Der Flugplatz Deckenpfronn wurde ursprünglich als Segelfluggelände Deckenpfronn-Egelsee zugelassen. Er wurde am 20. Oktober 2023 in einen Sonderlandeplatz umgewandelt.

## Sonstiges
Alle zwei Jahre in geraden Jahren findet das traditionelle Flugplatzfest statt.